# Pokronlampi
Pokronlampi är en sjö i kommunen Lieksa i landskapet Norra Karelen i Finland. Sjön ligger 93,7 meter över havet. Den är 4,3 meter djup. Arean är 74 hektar och strandlinjen är 3,89 kilometer lång. Sjön  ingår i Vuoksens huvudavrinningsområde.   Den ligger omkring 77 kilometer norr om Joensuu och omkring 440 kilometer nordöst om Helsingfors. 
Pokronlampi ligger i södra delen av Lieksa tätort. Sokojoki rinner igenom nordligaste delen av sjön.